# Лазарева, Екатерина Андреевна
Екатери́на Андре́евна Ла́зарева (род. 29 сентября 1978, Москва) — кандидат искусствоведения, художница, куратор, исследователь русского и зарубежного искусства XX—XXI веков.

## Биография
Екатерина Лазарева родилась 29 сентября 1978 года в Москве. Окончила Факультет истории искусства РГГУ (2000).
В 2002 г. как независимый куратор инициировала и организовала Московский фестиваль Маяковского. В 2003 г. курировала российский раздел на 1-й Пражской биеннале (Прага). В 2002—2007 гг. — редактор «Художественного журнала».
С 2011 г. — кандидат искусствоведения и научный сотрудник Государственного института искусствознания (с 2013 г. — старший научный сотрудник). В 2010—2012 гг. — редактор раздела «Искусство» портала OpenSpace.ru.
В 2012 г. окончила Московскую школу фотографии и мультимедиа им. А. Родченко, номинирована на Премию Кандинского-2012 в номинации «Молодой художник. Проект года».
С 2013 г. — старший преподаватель РГГУ (с 2018 г. — доцент).
В 2016—2021 гг. — куратор Музея современного искусства «Гараж». Лауреат премии «Инновация» в номинации «Куратор года» (совместно с Ярославом Воловодом и Валентином Дьяконовым) за выставку «Ткань процветания» (2018).
С 2020 г. — преподаватель Высшей школы «Среда обучения».
Живёт и работает в Москве.

## Персональные выставки
- 2014 — «Крошечный подлинный кусок повседневной жизни говорит больше, чем живопись». Парк искусств МУЗЕОН, Москва[6].
- 2013 — «Что нам снится». К/г Brown Stripe, Москва[7][8].
- 2011 — «Девятое марта». Московская школа фотографии и мультимедиа имени Родченко, Москва[9].
- 2010 — «Семиотика кухни Марты Рослер (35 лет спустя, русская версия)». В программе Video Box. Клуб Арт-Академия, Москва[10].

## Избранные групповые выставки
- 2018 — «Метагеография: ориентализм и мечты робинзонов». ЦСИ Заря, Владивосток[11].
- 2017 — «Metageography: Space. Image. Action». Pushkin House, Лондон[12].
- 2015 — «Метагеография: пространство — образ — действие». Государственная Третьяковская галерея, Москва[13].
- 2014 — «Komentatorki / Women Commentators Festival». Królikarnia, Варшава[14].
- 2013 — «Протест, или „Видео-удалено-за-нарушение-правил-в-отношении-наготы-или-содержания-сексуального-характера“». Лофт-проект ЭТАЖИ, пространство «Серый коридор», Санкт-Петербург[15].
- 2013 — «КИНО-ФОТО-ЛЮДОГУСЬ. Маяковский и мировой художественный авангард в документах и кино-материалах». ГЦСИ, Москва[16].
- 2012 — «Выставка номинантов Премии Кандинского-2012». К/т Ударник, Москва[17]
- 2012 — «Без исключений». Мультимедиа Арт Музей, Москва[18][19].
- 2012 — «Выставка антицензурного плаката». ЦТИ Фабрика, пространство «Красная Новь», Москва[20].
- 2011 — «Dada Moscow» (спецпроект 4-й Московской биеннале современного искусства). Центр дизайна ARTPLAY, Москва[21][22].
- 2011 — «Неми». Квартирная галерея Brown Stripe и окрестности, Москва[23].
- 2011 — «Перформативный архив». Е. К. Арт Бюро, Москва[24].

## Избранные кураторские проекты
- 2021 — «Выбирая дистанцию: спекуляции, фейки, прогнозы в эпоху коронацена», выставка (совместно с Я. Воловодом и Е. Савченко). Музей современного искусства «Гараж», Москва[25].
- 2021 — «Современное искусство: актуальные подходы», цикл лекций Музея современного искусства «Гараж» в «Открытом Лектории» Новой Голландии, С.-Петербург[26].
- 2019 — «Грядущий мир: экология как новая политика. 2030—2100», выставка (совместно со С. Кръстевой). Музей современного искусства «Гараж», Москва[27].
- 2019 — «Арт-эксперимент. Чудо света», интерактивный проект. Музей современного искусства «Гараж», Москва[28].
- 2018 — «Ткань процветания», выставка (совместно с Я. Воловодом и В. Дьяконовым). Музей современного искусства «Гараж», Москва[29].
- 2013 — «Фотография будущего», выставка (совместно с Э. Рюльфс). ГЦСИ, Москва; Арсенал, Нижний Новгород; Музей ЭРАРТА, Санкт-Петербург; СЦСИ, Новосибирск; Краевой музей им. Гродекова, Хабаровск; Музей прикладного искусства, Гамбург[30].
- 2011 — «Me-gration», видеопоказ и дискуссия в рамках Международного дня мигранта (совместно с Х. Соколом). Музей и общественный центр им. Сахарова, Москва.
- 2010 — «Зоны видимости», выставка в рамках II Московской международной биеннале молодого искусства «Стой! Кто идет?» (совместно с В. Ефимовым). ПRОЕКТ FАБRИКА, Москва.
- 2010 — «Sense and Sensibility», выставка в рамках Фотобиеннале-2010 (совместно с К. Преображенским). ARTPLAY на Яузе, Москва.
- 2005 — «Острые технологии», серия скринингов и выставка в рамках 1-го фестиваля «Таймырский кактус». Норильск.
- 2004 — «Orient INN», выставка. Палаццо Пезаро Папафава, Венеция[31][32].
- 2003 — «Overcoming Alienation. Emerging Artists from Russia», раздел экспозиции 1-й Пражской биеннале. Национальная галерея, Прага[33][34].
- 2002 — «Московский фестиваль Маяковского». Государственный музей В. В. Маяковского, Зверевский центр современного искусства, L-галерея, общественные пространства, Москва[35].

## Книги
- Второй футуризм. Манифесты и программы итальянского футуризма. 1915—1933 (Введение, составление, перевод с итальянского и комментарии Е. Лазаревой). — М.: Гилея. — 2013. — 224 с., ил. — ISBN 978-5-87987-076-3.
- Екатерина Лазарева. Борис Орлов: контуры времени. — М.: Breus. — 2017. — 120 с., ил. — ISBN 978-5-9904620-6-9.
- Екатерина Лазарева. Виктор Пивоваров: траектория полётов. — М.: Breus. — 2017. — 120 с., ил. — ISBN 978-5-9904620-0-7.
- Итальянский футуризм: Манифесты и программы. 1909—1941: В 2 томах/Сост., предисл., вступл. к разд., коммент., кр. свед. об авторах и библ. Е. Лазаревой. — М.: Гилея. — 2020. — 398 с., илл. + 382 с., илл. —ISBN 978-5-87987-122-7.